# Kenny Acheson
Kenneth Henry "Kenny" Acheson, född 27 november 1957 i Cookstown i Nordirland, är en brittisk racerförare.
Acheson tävlade i formel 1 för RAM ett par säsonger under 1980-talet. Han kvalificerade sig till tre lopp och kom i mål i ett, det i Sydafrika 1983, där han kom på tolfte plats.

## F1-karriär
| Säsong | Stall/Tillverkare | Poäng | Placering |
| ------ | ----------------- | ----- | --------- |
| 1983   | RAM-Ford          | 0     | –         |
| 1985   | RAM-Hart          | 0     | –         |